# Kolegiátní kapitula u sv. Martina v Bratislavě
Kolegiátní kapitula sv. Martina v Bratislavě (slovensky Kolegiátní kapitula sv. Martina v Bratislavě) vznikla v první polovině 13. století při bratislavském kostele sv. Martina (nynější katedrále bratislavské arcidiecéze přenesením od kostela Nejsvětějšího Spasitele na bratislavském hradním návrší, kde je existence kapituly doložena již k roku 1100. Ve středověku měla obvykle 14 členů. V 70. letech 20. století fakticky zanikla, listiny týkající se její činnosti z let 1243 až 1939 jsou uloženy ve Slovenském národním archivu v Bratislavě.